# Volmunster
Volmunster é uma comuna francesa na região administrativa de Grande Leste, no departamento de Mosela. Estende-se por uma área de 14,91 km². Em 2010 a comuna tinha 804 habitantes (densidade: 53,9 hab./km²).